# Katarzyna Ptasińska
Katarzyna Ptasińska (ur. 16 października 1989 w Lublinie) – polska aktorka.

## Biografia
Katarzyna Ptasińska studiowała kulturoznawstwo i historię na Uniwersytecie Warszawskim oraz aktorstwo w Szkole Filmowej w Łodzi. Występowała na deskach warszawskich teatrów Kamienica i Capitol oraz krakowskim Teatrze Variété. Na szklanym ekranie zadebiutowała rolą Ali Kozłowskiej w serialu obyczajowym M jak Miłość, emitowanym w telewizji TVP2. Popularność przyniosła jej rola Beaty Wroniec w serialu TVN Na Wspólnej.
Pracowała także jako dziennikarka kulturalna i wydawca programu radiowego „Skoro świt” w rozgłośni Polskiego Radia RDC.
Jesienią 2019 wzięła udział w dwunastej edycji programu rozrywkowego Twoja twarz brzmi znajomo, emitowanego w telewizji Polsat, w którym zajęła siódme miejsce. Wygrała drugi odcinek, wcieliwszy się w rolę Artura Rojka z zespołu Myslovitz. Nagrodę w wysokości 10 000 zł przekazała na rzecz podopiecznego Fundacji Caritas w Radomiu.

## Filmografia
- 2012–2013: M jak miłość – Ala Kozłowska
- 2016: O mnie się nie martw – asystentka (odc. 48)
- od 2017: Na Wspólnej – Beata Wroniec
- 2018: Pułapka – blondynka (odc. 1)
- 2019: Na dobre i na złe – Iza (odc. 748)

## Życie prywatne
Jest żoną Tomasza Krupskiego, syna Joanny i Janusza Krupskich, który w wyborach samorządowych w 2024 r. został wybrany na burmistrza Grodziska Mazowieckiego.